# Terrorismo no Níger

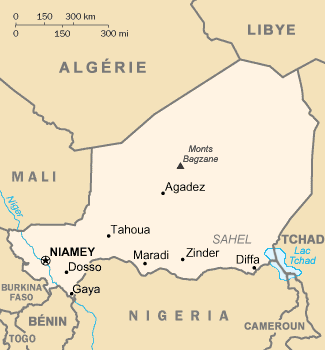
Mapa do Níger e suas fronteiras.

O terrorismo no Níger concentra-se principalmente nas áreas fronteiriças do Níger com o Mali e o Burkina Faso (oeste), a Líbia (norte) e a Nigéria (no sul), especialmente com as incursões do grupo terrorista Boko Haram no Lago Chade e da al Qaeda no Magrebe Islâmico e do Estado Islâmico do Grande Saara que operam na região sulista de Tillabéri. Em 2010 começaram os sequestros de estrangeiros e em maio de 2013 ocorreu o primeiro atentado de caráter jihadista terrorista. O Níger pertence ao G5 do Sahel, um grupo que coordena políticas de desenvolvimento e segurança.

## Contexto
O Níger está situado em um local estratégico no Sahel, onde nos últimos anos a ação de grupos terroristas aumentou. Os terroristas jihadistas, segundo especialistas como o sociólogo e pesquisador nigerino Souley Adji, realizam uma estratégia de guerrilha no Níger, como em todo o Sahel, o que dificulta a ação dos militares nigerinos que não têm treinamento em táticas de intervenção. A situação também é complicada pelas fronteiras porosas, pelo fato de três quartos dos 1.276.000 quilômetros quadrados do país serem desérticos e que as pessoas que os grupos terroristas recrutam são jovens da própria população, segundo o especialista em governação na África Arji Saidou. Por outro lado, o Mali é um país de trânsito para a imigração clandestina para a Europa.

## Organizações terroristas envolvidas
Entre os grupos jihadistas que operam na área estão a Al-Qaeda no Magrebe Islâmico criada em 2007, o Movimento pela Unidade e Jihad na África Ocidental (MUJAO) desde 2013, o Boko Haram com duas facções desde 2016: Jamā'at Ahl as-Sunnah lid-Da'wah wa'l-Jihād e o Estado Islâmico na África Ocidental, este último vinculado ao Estado Islâmico.

## Ações terroristas
Algumas das ações terroristas mais relevantes incluem ataques suicidas, sequestros e atentados bombistas.
Em 22 de janeiro de 2009, homens armados sequestraram um casal suíço, uma mulher alemã e um homem britânico. Em fevereiro, a Al-Qaeda no Magreb alegou ter sequestrado os quatro turistas, bem como o diplomata canadense Robert Fowler em dezembro. Fowler e três outros foram libertados em abril, enquanto o britânico Edwin Dyer foi executado em junho.
Em 28 de dezembro do mesmo ano, três turistas sauditas foram mortos e outros três feridos em um ataque perto de Djambala. Um quarto saudita morreu dois dias depois.
Em janeiro de 2011, em Niamey, dois jovens franceses são sequestrados em um restaurante e posteriormente executados durante a intervenção do exército francês que tentou impedir a fuga dos sequestradores..
Em 23 de maio de 2013 ocorreram os ataques de Agadez e Arlit. Foram os primeiros ataques suicidas de caráter salafista-jihadista no Níger. Até aquele momento haviam ocorrido somente sequestros de estrangeiros. Foram reivindicados pelo Movimento pela Unidade e Jihad na África Ocidental (MUJAO) e pelos Signatários com Sangue de Mokhtar Belmokhtar que atingiram um acampamento militar em Agadez e uma mina de urânio do grupo nuclear francês Areva em Arlit, com dezenas de mortos, a maioria militares. 
Em outubro de 2013, os últimos quatro reféns dos sete funcionários da Areva e da subcontratada Satom que foram sequestrados em Arlit em 2010 pela Al Qaeda no Magrebe Islâmico, foram libertados.
Entre fevereiro de 2015 e março de 2017, segundo dados do Escritório das Nações Unidas para a Coordenação de Assuntos Humanitários, pelo menos 455 civis foram mortos, sequestrados ou feridos por ataques do Boko Haram na região de Diffa, no extremo sudeste. Quanto às baixas militares, são estimadas em 250 em todo o território, juntamente com dezenas de sequestros de militares.

## Esforços de contraterrorismo
Em abril de 2010, Mali, Mauritânia, Níger e Argélia criaram o Comité de Estado-Maior Operacional Conjunto (Cémoc) com sede em Tamanrasset (sul da Argélia), que possui um centro de informações de segurança em Argel e se reúne a cada seis meses. Até 2014 esta organização nunca desenvolveu operações transfronteiriças conjuntas.
Em fevereiro de 2014, o G5 do Sahel foi criado para coordenar políticas de desenvolvimento e segurança. Integram o grupo: Burkina Faso, Chade, Mali, Mauritânia e Níger.

### Envolvimento dos Estados Unidos
Até outubro de 2017, os Estados Unidos realizavam trabalho de inteligência militar no Níger com drones e treinavam tropas nigerinas. Na sequência da emboscada de Tongo Tongo, na fronteira com o Mali, na qual morreram quatro soldados estadunidenses e cinco nigerinos, o governo do Níger autorizou os Estados Unidos a realizarem bombardeamentos aéreos contra terroristas em território nigerino, dando um salto importante na luta contra o terrorismo no país.